# Lost Highway Tour
Il Lost Highway Tour è un tour mondiale della rock band statunitense dei Bon Jovi, intrapreso durante il 2007 e il 2008 per promuovere il decimo album in studio del gruppo Lost Highway.
Subito dopo l'uscita dell'album, nell'estate 2007, la band ha suonato in alcuni concerti promozionali, per poi iniziare il tour ufficiale nell'ottobre 2007 con dieci concerti per l'inaugurazione del Prudential Center a Newark, seguiti da concerti in Canada, Giappone, Australia, Nuova Zelanda, U.S.A., Dubai ed Europa, per un totale di 2.157.675 spettatori. Con 210,6 milioni di dollari guadagnati, il tour è stato decretato il più redditizio del 2008, davanti al Magic Tour di Bruce Springsteen e allo Sticky & Sweet Tour di Madonna.

## Il Tour
Il Lost Highway Tour ha visto i Bon Jovi suonare in paesi mai toccati prima (Dubai), o in cui mancavano dal These Days Tour, come Nuova Zelanda e Portogallo.
Durante il tour sono state suonate più di 100 diverse canzoni, tra cui storiche hit come Hey God, I Believe, This Ain't A Love Song, Lie To Me, Blood Money, Stick To Your Guns che non venivano proposte da anni e altre come Always, Bed Of Roses e Blaze Of Glory nella loro versione originale, mentre nell'ultimo tour venivano suonate in versione acustica.
Un'altra hit cantata molto frequentemente in questo tour, a differenza dei tour precedenti, è stata Dry County.
Il chitarrista Richie Sambora, come già negli scorsi tour, in ogni concerto ha cantato una canzone, alternando Stranger In This Town, I'll Be There For You e un'inedita per lui These Days. Anche altri membri della band hanno avuto occasione di cantare come lead singer al posto di Jon Bon Jovi: nello show del 13/3/08 a Toronto il tastierista David Bryan ha cantato In These Arms (in altre occasioni ha cantato solo la prima strofa), mentre a Stoccarda Bobby Bandiera ha cantato la cover Drift Away.
Durante le ultime due serate del tour al Madison Square Garden, sono state riprese in alta definizione e saranno pubblicate nel DVD ufficiale Live at Madison Square Garden.
Con 56,3 milioni di dollari guadagnati, il tour si piazza al primo posto dei tour più importanti della prima metà del 2008 secondo Pollstar.
Il tour ha fruttato incassi per un totale di 227 milioni di dollari, dei quali 16,4 milioni guadagnati nelle date del 2007 e 210,6 milioni nei concerti del 2008.

## La Band
- Jon Bon Jovi - voce, chitarra
- Richie Sambora - chitarra, cori
- David Bryan - tastiere, cori
- Tico Torres - batteria

### Altri musicisti
- Hugh McDonald - basso
- Bobby Bandiera - chitarra ritmica, cori
- Kurt Johnston - steel pedal guitar, cori
- Lorenza Ponce - violino, cori

Kurt Johnston ha partecipato solo alla prima leg in New Jersey e Canada.

## Band d'apertura
Per le prime dieci date al Prudential Center di Newark, gli artisti che hanno aperto i concerti sono stati: My Chemical Romance (25-26 ottobre), Big & Rich (28-30 ottobre), Gretchen Wilson (1-3 novembre), Daughtry (4-7 novembre), e The All-American Rejects (9-10 novembre). Gli Hedley hanno aperto i concerti canadesi e i Daughtry tutta la leg americana.
Per quanto riguarda la leg europea gli artisti di supporto sono stati: i Feeling in 4 date britanniche (Glasgow, Manchester, Coventry e la seconda serata di Londra), Gianna Nannini per gli show in Germania, Kid Rock nella data di Kildare, mentre per gli altri concerti sono stati scelti artisti locali.
Le date estive negli Stati Uniti sono state aperte dai The All-American Rejects.

## Date

### Leg 1: Nord America
- 25.10.2007  - Prudential Center, Newark, NJ
- 26.10.2007  - Prudential Center, Newark, NJ
- 28.10.2007  - Prudential Center, Newark, NJ
- 30.10.2007  - Prudential Center, Newark, NJ
- 01.11.2007  - Prudential Center, Newark, NJ
- 03.11.2007  - Prudential Center, Newark, NJ
- 04.11.2007  - Prudential Center, Newark, NJ
- 07.11.2007  - Prudential Center, Newark, NJ
- 09.11.2007  - Prudential Center, Newark, NJ
- 10.11.2007  - Prudential Center, Newark, NJ
- 14.11.2007  - Bell Centre, Montréal, QC
- 15.11.2007  - Bell Centre, Montréal, QC
- 17.11.2007  - Scotiabank Place, Ottawa, ON
- 19.11.2007  - John Labatt Centre, London, ON
- 06.12.2007  - Air Canada Centre, Toronto, ON
- 07.12.2007  - Air Canada Centre, Toronto, ON
- 09.12.2007  - MTS Centre, Winnipeg, MB
- 10.12.2007  - Credit Union Centre, Saskatoon, SK
- 12.12.2007  - Rexall Place, Edmonton, AB
- 13.12.2007  - Pengrowth Saddledome, Calgary, AB
- 15.12.2007  - GM Place, Vancouver, BC
- 16.12.2007  - GM Place, Vancouver, BC

### Leg 2: Giappone e Oceania
- 11.01.2008  - Nagoya Dome, Nagoya, Giappone
- 13.01.2008  - Tokyo Dome, Tokyo, Giappone
- 14.01.2008  - Tokyo Dome, Tokyo, Giappone
- 16.01.2008  - Kyocera Dome, Osaka, Giappone
- 19.01.2008  - Sidney Myer Music Bowl, Melbourne, Australia
- 21.01.2008  - Acer Arena, Sydney, Australia
- 22.01.2008  - Acer Arena, Sydney, Australia
- 25.01.2008  - Subiaco Oval, Perth, Australia
- 27.01.2008  - AMI Stadium, Christchurch, Nuova Zelanda

### Leg 3: Nord America
- 18.02.2008  - Qwest Center, Omaha, NE
- 20.02.2008  - The Palace of Auburn Hills, Detroit, MI
- 21.02.2008  - Bradley Center, Milwaukee, WI
- 23.02.2008  - United Center, Chicago, IL
- 24.02.2008  - United Center, Chicago, IL
- 26.02.2008  - United Center, Chicago, IL
- 28.02.2008  - Verizon Center, Washington, DC
- 02.03.2008  - Wachovia Center, Philadelphia, PA
- 03.03.2008  - Wachovia Center, Philadelphia, PA
- 05.03.2008  - Mellon Arena, Pittsburgh, PA
- 07.03.2008  - Mohegan Sun Arena, Uncasville, CT
- 08.03.2008  - Mohegan Sun Arena, Uncasville, CT
- 10.03.2008  - Air Canada Centre, Toronto, ON
- 12.03.2008  - Air Canada Centre, Toronto, ON
- 13.03.2008  - Air Canada Centre, Toronto, ON
- 15.03.2008  - Mellon Arena, Pittsburgh, PA
- 16.03.2008  - Greensboro Coliseum, Greensboro, NC
- 18.03.2008  - Xcel Energy Center, St. Paul, MN
- 19.03.2008  - Xcel Energy Center, St. Paul, MN
- 31.03.2008  - Pepsi Center, Denver, CO
- 02.04.2008  - HP Pavilion, San Jose, CA
- 04.04.2008  - Honda Center, Anaheim, CA
- 05.04.2008  - Honda Center, Anaheim, CA
- 08.04.2008  - HP Pavilion, San Jose, CA
- 09.04.2008  - Staples Center, Los Angeles, CA
- 11.04.2008  - Jobing.com Arena, Glendale, AZ
- 12.04.2008  - MGM Grand Garden Arena, Las Vegas, NV
- 14.04.2008  - American Airlines Center, Dallas, TX
- 15.04.2008  - Ford Center, Oklahoma City, OK
- 17.04.2008  - Sprint Center, Kansas City, MO
- 19.04.2008  - Fargodome, Fargo, ND
- 20.04.2008  - Wells Fargo Arena, Des Moines, IA
- 22.04.2008  - Sprint Center, Kansas City, MO
- 24.04.2008  - Sommet Center, Nashville, TN
- 26.04.2008  - BankAtlantic Center, Fort Lauderdale, FL
- 27.04.2008  - St. Pete Times Forum, Tampa, FL
- 30.04.2008  - Philips Arena, Atlanta, GA
- 01.05.2008  - Philips Arena, Atlanta, GA

### Leg 4: Emirati Arabi Uniti e Europa
- 20.05.2008  - Emirates Palace, Abu Dhabi, Emirati Arabi Uniti
- 22.05.2008  - Veltins-Arena, Gelsenkirchen, Germania
- 24.05.2008  - Olympiastadion, Monaco, Germania
- 25.05.2008  - Zentralstadion, Lipsia, Germania
- 28.05.2008  - HSH Nordbank Arena, Amburgo, Germania
- 29.05.2008  - Gottlieb-Daimler-Stadion, Stoccarda, Germania
- 31.05.2008  - Rock in Rio Lisboa, Parque da Bela Vista, Lisbona, Portogallo
- 01.06.2008  - Estadio Olímpico Lluís Companys, Barcellona, Spagna
- 03.06.2008  - Commerzbank Arena, Francoforte, Germania
- 04.06.2008  - Magna Racino, Ebreichsdorf, Austria
- 07.06.2008  - Punchestown Racecourse, Kildare, Irlanda
- 11.06.2008  - St Mary's Stadium, Southampton, Inghilterra
- 13.06.2008  - Amsterdam Arena, Amsterdam, Paesi Bassi
- 14.06.2008  - Stade Roi-Baudouin, Bruxelles, Belgio
- 16.06.2008  - Olympic Stadium, Helsinki, Finlandia
- 18.06.2008  - Ullevaal Stadium, Oslo, Norvegia
- 19.06.2008  - Gammel Estrup, Randers, Danimarca
- 21.06.2008  - Hampden Park, Glasgow, Scozia
- 22.06.2008  - City of Manchester Stadium, Manchester, Inghilterra
- 24.06.2008  - Ricoh Arena, Coventry, Inghilterra
- 25.06.2008  - Ashton Gate, Bristol, Inghilterra
- 27.06.2008  - Twickenham Stadium, Londra, Inghilterra
- 28.06.2008  - Twickenham Stadium, Londra, Inghilterra

### Leg 5: Nord America
- 06.07.2008  - Rogers Bayfest, Centennial Park, Sarnia, ON
- 07.07.2008  - The Palace of Auburn Hills, Detroit, MI
- 09.07.2008  - TD Banknorth Garden, Boston, MA
- 10.07.2008  - TD Banknorth Garden, Boston, MA
- 12.07.2008  - Central Park, New York City, NY
- 14.07.2008  - Madison Square Garden, New York City, NY
- 15.07.2008  - Madison Square Garden, New York City, NY